# Mike Bruner
Pour les articles homonymes, voir Bruner.
Michael Lee Bruner dit Mike Bruner, né le 23 juillet 1956 à Omaha (Nebraska), est un nageur américain.

## Carrière
Aux Jeux olympiques d'été de 1976 à Montréal, Mike Bruner remporte la médaille d'or sur 200 mètres papillon et sur le relais 4 × 200 mètres nage libre. Il est aussi sacré champion du monde 1978 à Berlin sur le 200 mètres papillon.
Il entre à l'International Swimming Hall of Fame en 1988.